# Jan Szamotulski
Jan Szamotulski (ur. 1918 w Tartakach, zm. 2001 w Zgierzu) – polski oficer, pułkownik ludowego Wojska Polskiego, komendant Oficerskiej Szkoły Wojsk Obrony Przeciwlotniczej, a następnie Wyższej Szkoły Oficerskiej Wojsk Obrony Przeciwlotniczej (1963–1968)

## Życiorys
Wychowywał się w Hucie, pow. Baranowicze. Tam też ukończył szkołę podstawową. W 1939 r. powołany został do służby wojskowej w Armii Czerwonej. Od 1940 roku służył w 1 Dywizji Pancernej w Pskowie, następnie w Podoficerskiej Szkole Artylerii Przeciwlotniczej. Od czerwca 1941 r. uczestniczył w walkach frontowych pod Murmańskiem. Walczył też w oblężonym przez Niemców Leningradzie. Dwukrotnie ranny, został ewakuowany do Archangielska.
W maju 1943 r. zgłosił się do organizującej się Armii Polskiej w ZSRR w Sielcach. Przydzielony do 2 pułku artylerii lekkiej 1 Dywizji Piechoty im. Tadeusza Kościuszki na stanowisko dowódcy plutonu. Był słuchaczem Oficerskiej Szkoły Artylerii w Sielcach. W bitwie pod Lenino walczył w składzie 1 pułku piechoty 1 Dywizji Piechoty. Awansowany do stopnia podporucznika dowodził szkołą podoficerską 1 Dywizji Artylerii Przeciwlotniczej w Żytomierzu. Po przybyciu do Polski pełnił służbę na stanowisku szefa sztabu dywizjonu w pułku artylerii lekkiej.
Po zakończeniu działań wojennych został skierowany do Centralnej Oficerskiej Szkoły Polityczno-Wychowawczej na stanowisko wykładowcy topografii, a następnie – starszego wykładowcy artylerii. Z kolei został skierowany do służby liniowej w stopniu majora na stanowisko szefa sztabu 39 pułku artylerii lekkiej w składzie 10 Dywizji Piechoty. W 1947 r. rozpoczął studia w Akademii Sztabu Generalnego WP. Ukończył studia w październiku 1950 r. jako absolwent I promocji. W latach 1952–1955 był dowódcą 7 Dywizji Piechoty w Gliwicach.
Następnie wrócił do pracy naukowej w Akademii Sztabu Generalnego WP. Od 1956 roku był pracownikiem zespołu ds. obrony przeciwlotniczej w Katedrze Sztuki Operacyjnej ASG WP, a od jesieni 1958 r. szefem Katedry Obrony Przeciwlotniczej w Fakultecie Lotniczym tej uczelni.
W czerwcu 1963 roku został powołany na stanowisko komendanta Oficerskiej Szkoły Artylerii Przeciwlotniczej w Koszalinie, która w sierpniu 1963 roku zostaje przemianowana na Oficerską Szkołę Wojsk Obrony Przeciwlotniczej, a w październiku 1967 roku uzyskuje status wyższej uczelni – Wyższej Szkoły Oficerskiej Wojsk Obrony Przeciwlotniczej. Obowiązki komendanta pełnił do 3 sierpnia 1968 roku.
Następnie w latach 1968–73 pełnił służbę na stanowisku oficera Stanowiska Dowodzenia Wojsk Obrony Przeciwlotniczej w Zgierzu. W 1973 roku został przeniesiony w stan spoczynku.
Zmarł w sierpniu 2001 r. Pochowany został na cmentarzu komunalnym w Zgierzu.